# Shrooms – Im Rausch des Todes
Shrooms – Im Rausch des Todes ist ein Horror-/Mysteryfilm des Regisseurs Paddy Breathnach aus dem Jahre 2007. Er hatte seine Uraufführung bei den Filmfestspielen von Cannes und erschien danach in den meisten Ländern direkt auf DVD.

## Handlung
Die amerikanische Studentin Tara verbringt ihre Ferien mit einigen Freunden in Irland. Dort wollen sie mit einem Bekannten namens Jake im Wald zelten und unter seiner Anleitung psychoaktive Pilze, sogenannte  Magic Mushrooms, sammeln und konsumieren. Jake klärt sie darüber auf, dass der Konsum von Pilzen bei jedem etwas anderes auslöst und jeder einen anderen Trip hat, jedoch verschweigt er auch Nebenwirkungen wie etwa einen „Bad Trip“. Er warnt jedoch explizit vor dem Grünen Knollenblätterpilz, welcher tödliche Wirkung haben kann und als Verwechslungskandidat gilt, denn sie suchen den Spitzkegligen Kahlkopf. Als sich Tara von der Gruppe entfernt, isst sie aus Neugier versehentlich einen Grünen Knollenblätterpilz, der sie in einen Zustand versetzt, in dem sie vermeintlich in die Zukunft sehen kann.
Beim Lagerfeuer am Abend erzählt Jake eine Geschichte von einem verlassenen Waisenhaus, das sich angeblich nicht weit von dem Zeltplatz entfernt befindet. Dort soll ein sadistischer Mönch Kinder gequält und getötet haben. Eins der Kinder soll daraufhin sein Essen mit grünen Knollenblätterpilzen vergiftet haben, als Rache für den Mord an seinem Bruder, woraufhin alle Kinder von dem Mönch getötet worden waren. Der Mönch und das Kind sollen nun noch als Geister im Wald herumschleichen und spuken. Bluto konsumiert in der Nacht vor allen anderen die Droge und ist am Morgen unauffindbar. Trotz der unübersichtlichen Situation konsumieren auch die anderen das Gebräu und durchleben ihren Trip.
Auf der Suche nach Bluto geraten alle in Gefahr und die meisten sterben beim Versuch ihn zu finden. Als einzige Überlebende erwacht Tara, als sie von Rettungssanitätern geborgen wird. Im Rettungswagen wird ihr bewusst, dass sie ihre Freunde in einem Rausch, ausgelöst durch die Pilze, umgebracht hat. Der Film endet damit, dass Tara den Sanitäter tötet, aus dem Rettungswagen flieht und verstört durch den Wald irrt.

## Kritiken
- Oliver Hüssen hatte „die ganze Zeit das Gefühl, dass da eine großartige Idee schlichtweg schlecht umgesetzt wurde.“[2]
- Auf der Seite von Rotten Tomatoes erreichte der Film eine durchschnittliche Wertung von 22 Prozent bei den Kritikern und von 27 Prozent beim Publikum.[3]

## Reale Zusammenhänge
Die Wirkung von Psilocybin wird in diesem Film nicht verständlich vermittelt. Keine der im Film gezeigten Wirkungen trifft auch nur annähernd auf die Wirklichkeit zu. Bei einer hohen Dosis Psilocybin ist man gar nicht dazu in der Lage umherzuwandeln, wie im Film gezeigt. Man hat auch keine klaren Halluzinationen, diese sind eher bunt und alles bewegt sich pulsierend. Der Konsum des Grünen Knollenblätterpilzes führt zu Magenkrämpfen, Erbrechen und Schweißausbrüchen. Man fühlt sich sehr schlecht und in dem Zustand kann man eigentlich nur liegen, da es sich um Gifte und nicht um Stimulanzien handelt.

## Auszeichnungen
Entgegen den negativen Kritiken, die der Film bei seinem Erscheinen erhielt, wurde das Werk zweimal für die Irish Film and Television Awards 2008 in den Kategorien „Beste Regie“ sowie „Bester Film“ nominiert.